# Anisagrion kennedyi
Anisagrion kennedyi là loài chuồn chuồn trong họ Coenagrionidae. Loài này được Leonard mô tả khoa học đầu tiên năm 1937.